# 981 هـ
981 هـ هي سنة في التقويم الهجري امتدت مقابلةً في التقويم الميلادي بين سنتي 1573 و1574.

## وفيات
- أبو عبد الله محمد بن الحسن
- عبد السلام الأسمر